# Aphis triglochinis
Aphis triglochinis är en insektsart. Aphis triglochinis ingår i släktet Aphis och familjen långrörsbladlöss. Enligt den finländska rödlistan är arten sårbar i Finland. Artens livsmiljö är friska och lundartade moar. Inga underarter finns listade i Catalogue of Life.